# Seven Network
Seven Network är en australiensisk TV-kanal ägd av Seven Media Group. Seven Network är för tillfället Australiens största TV-kanal sett till tittarandelen och började sina sändningar den 2 december 1956.
Seven Network sänder flera kända programformat såsom Dancing with the Stars, Australia Got Talent, Deal or No Deal, Lost, A Place to Call Home m.fl.